# Diphyus fulvocaudatus
Diphyus fulvocaudatus är en stekelart som först beskrevs av Jules Tosquinet 1896.  Diphyus fulvocaudatus ingår i släktet Diphyus och familjen brokparasitsteklar. Inga underarter finns listade i Catalogue of Life.